# Principi di Parigi (1961)
I Principi di Parigi sono un documento che l'IFLA emanò nel 1961 con lo scopo di definire linee guida di catalogazione bibliografica da condividere su scala internazionale.

## Storia
Il documento è l'esito della Conferenza internazionale sui principi di catalogazione che si tenne a Parigi nel 1961, preceduta da un incontro preliminare che ebbe luogo a Londra, nel 1959, e da altri quattro incontri a Parigi, Londra, Mosca e Montreal; i lavori preparatori si protrassero molto a lungo, sotto la responsabilità di Seymour Lubetzky.  
I Principi costituiscono il primo atto ufficiale compiuto per un'armonizzazione mondiale delle pratiche di catalogazione di ogni paese, e rappresentano il più alto punto di riferimento teorico di ambito catalografico del '900: in essi confluiscono le riflessioni di Charles A. Cutter (si veda in particolare il punto 2. Funzioni del catalogo), di Shyiali R. Ranganathan (Il catalogo deve ottimizzare le modalità di ricerca dell'utente, conformandosi di fatto alle prime quattro Leggi della biblioteconomia: 1) i libri si devono usare; 2) ad ogni lettore il suo libro; 3) ad ogni libro il suo lettore; 4) risparmia il tempo dell'utente), di Eva Verona e di Lubetzky (di grande rilevanza fu infatti il dibattito che sorse attorno ai loro due approcci contrapposti rispetto alla funzione prevalente del catalogo: il catalogo come strumento di descrizione e di localizzazione del libro inteso come oggetto e come unità bibliografica, secondo Verona; e il catalogo come strumento di organizzazione delle raccolte dei libri intesi come opere e come unità letterarie, secondo Lubetzky). Vero è, tuttavia, che, nonostante la partecipazione di bibliotecari provenienti da tutto il mondo, il processo decisionale e la redazione definitiva del documento si devono ad un gruppo ristretto, composto da Lubetzky, Verona, Arthur H. Chaplin e Leonard J. Jolley; personalità di rilievo come lo stesso Ranganathan e Akos Domanovsky rimasero invece poco influenti. La ragione è da ascriversi all'obiettivo prefissato di assicurare l'uniformità delle pratiche e della teoria di catalogazione a livello internazionale, che portò a sacrificare alcune tradizioni bibliografiche nazionali a vantaggio di quelle di area occidentale.

## Descrizione
Il documento si divide in 12 punti di cui si fornisce una sintetica presentazione tratta dalla traduzione italiana a cura di Diego Maltese: 
1. Scopo della definizione dei Principi. I principi si applicano soltanto alla scelta e alla forma dell'intestazione e delle parole d'ordine nei cataloghi di libri stampati indicizzati per autore e per titolo.
2. Funzioni del catalogo. Il catalogo dev'essere uno strumento efficace per accertare se la biblioteca possiede il libro del quale si conosce il titolo e l'autore, o solamente il titolo, o, nel caso in cui l'autore e il titolo siano insufficienti a identificare il libro, un conveniente sostituto del titolo. Il catalogo deve inoltre informare di quali opere di un particolare autore e di quali edizioni di una particolare opera la biblioteca è in possesso.
3. Struttura del catalogo. Il catalogo deve avere almeno una scheda per ogni libro catalogato, e più di una scheda per un libro qualsiasi tutte le volte che ciò si renda necessario nell'interesse dell'utente o in ragione delle caratteristiche del libro in questione (ad es., quando l'autore è conosciuto con più di un nome o forma del nome; quando diversi autori o collaboratori hanno partecipato alla creazione del libro; quando il libro contiene un'opera con titoli vari etc.).
4. Tipi di schede. Le schede possono essere schede principali, schede aggiuntive o rinvii. Una scheda per ogni libro - la scheda principale - dev'essere completa, corredata di tutti i dati necessari a identificare il libro. Le schede aggiuntive sono schede basate sulla scheda principale, e ripetono, sotto altre intestazioni, notizie date in quest'ultima. Le schede sotto forma di rinvio indirizzano l'utente verso un altro punto del catalogo.
5. Uso di più schede. Le funzioni del catalogo sono espletate in modo efficace se il catalogo fornisce una scheda per ogni libro sotto un'intestazione che derivi dal nome dell'autore o dal titolo così come tali elementi figurano sul libro in questione; se, nel caso ricorrano forme diverse del nome dell'autore o del titolo, il catalogo produce una scheda per ogni libro sotto un'intestazione uniforme; e se il catalogo produce opportune schede aggiuntive e/o rinvii per ogni libro che lo richieda.
6. Funzione dei diversi tipi di schede. La scheda principale per opere schedate sotto il nome dell'autore dev'essere fatta sotto un'intestazione uniforme. La scheda principale per opere schedate sotto il titolo può collocarsi o sotto il titolo così come esso compare sul libro, con una scheda aggiuntiva sotto un titolo uniforme, oppure con schede aggiuntive o rinvii sotto gli altri titoli. Schede sotto altri nomi o forme del nome di uno stesso autore devono darsi come rinvii (in casi speciali si possono usare schede aggiuntive). Schede sotto altri titoli per una stessa opera devono darsi come schede aggiuntive (si possono usare rinvii solo quando un rinvio può sostituire un certo numero di schede aggiuntive sotto una sola intestazione). Si devono creare schede aggiuntive anche sotto i nomi di coautori, collaboratori, etc., e sotto i  titoli di opere che hanno la scheda principale sotto il nome di un autore, quando il titolo costituisce un'informazione alternativa importante per l'identificazione.
7. Scelta dell'intestazione uniforme. L'intestazione uniforme dev'essere il nome (o la forma del nome) o il titolo più frequentemente utilizzati in edizioni delle opere catalogate o in citazioni da parte di fonti autorevoli. Quando esistono più edizioni in lingue diverse, si preferisce generalmente un'intestazione basata su edizioni in lingua originale; se però tale lingua non è normalmente usata nel catalogo, l'agenzia che cataloga può desumere l'intestazione da edizioni e fonti bibliografiche nella propria lingua preferita.
8. Opere di un solo autore. La scheda principale per ogni edizione di un'opera di un unico autore dev'essere fatta sotto il nome dell'autore; si deve creare una scheda aggiuntiva o un rinvio sotto il titolo di ogni edizione in cui il nome dell'autore non compaia sul frontespizio. L'intestazione uniforme deve consistere nel nome con il quale l'autore è più frequentemente identificato in edizioni delle sue opere, nella forma più completa che appaia comunemente in esse. Si danno le seguenti eccezioni: si deve preferire come intestazione uniforme un altro nome o altra forma del nome quando essi sono divenuti d'uso comune; se necessario, si devono aggiungere ulteriori elementi di identificazione per distinguere l'autore da altri con lo stesso nome.
9. Schede sotto enti. La scheda principale per un'opera dev'essere fatta sotto il nome di un ente quando l'opera è l'espressione del pensiero o dell'attività collettivi dell'ente, anche se firmata da una persona in qualità di ufficiale o funzionario dell'ente, oppure quando la formulazione del titolo o del frontespizio, congiuntamente alla natura dell'opera, implica chiaramente che l'ente è collettivamente responsabile del contenuto dell'opera. Si deve invece creare una scheda aggiuntiva sotto il nome dell'ente quando esso ha svolto una funzione sussidiaria (ad es. editore scientifico). Salvo alcune eccezioni specificate (si veda il documento dei Principi), l'intestazione uniforme dev'essere il nome con cui l'ente è più frequentemente identificato nelle sue pubblicazioni. Costituzioni, leggi, trattati e simili sono da schedare sotto il nome del relativo stato o altra autorità territoriale, con titoli formali e convenzionali che indichino la natura del materiale.
10. Più autori. Quando due o più autori hanno partecipato alla creazione di un'opera, la scheda principale dev'essere prodotta sotto il nome dell'autore riconosciuto come principale; se nessun autore è presentato come principale e gli autori sono due o tre, la scheda principale dev'essere fatta sotto il nome dell'autore nominato per primo sul frontespizio, con schede aggiuntive sotto i nomi degli altri autori; se non si dà un autore principale e gli autori sono più di tre, la scheda principale dev'essere fatta sotto il titolo dell'opera, con schede aggiuntive sotto l'autore nominato per primo e sotto quanti altri autori appaia necessario.
11. Opere schedate sotto il titolo. Hanno la scheda principale sotto il titolo: le opere i cui autori non sono accertati; le opere di più di tre autori senza un autore principale; le raccolte di opere indipendenti, o parti di opere, di differenti autori, pubblicate con titolo d'insieme; le opere note principalmente e correntemente con il titolo piuttosto che con il nome dell'autore.  Si deve produrre una scheda aggiuntiva o un rinvio sotto il titolo per edizioni anonime di opere delle quali si sono accertati gli autori, e per opere con scheda principale sotto l'autore quando il titolo è considerato un'alternativa importante come mezzo d'identificazione.
12. Parola d'ordine per i nomi di persona. Quando il nome di un autore consiste di più parole, la scelta della parola d'ordine è determinata, per quanto è possibile, dall'uso generalmente accettato nel paese di cui l'autore è cittadino o, se questo non è possibile, dall'uso generalmente accettato nella lingua che egli normalmente impiega.

## Dopo e oltre i Principi di Parigi
In occasione del quarantennale della loro emanazione, nel 2001 Natalia N. Kasparova, della Biblioteca nazionale russa di Mosca e membro dell'IFLA Cataloguing Section, si fece portavoce del pensiero secondo cui il mutato contesto catalografico richiedeva la ridiscussione dei Principi risalenti al 1961. 
L'opinione diffusa nell'ambiente bibliotecario era che il documento di Parigi non rispondesse in modo adeguato alle problematiche poste dal catalogo relazionale e informatizzato del nuovo millennio. Lo scenario da affrontare risultava, già all'inizio degli anni 2000, molto cambiato: l'universo bibliografico si era ampliato, includendo una varietà di tipologie di materiale documentario prima inconcepibile; il catalogo non era più cartaceo ma elettronico; la lingua e le modalità di ricerca dell'utente avevano cominciato a iscriversi in una dimensione globale condizionata come tale dalla familiarità crescente con il mondo del web; sorgeva la necessità di un'interoperabilità sul piano tecnologico e di norme condivise sul piano dell'organizzazione dell'informazione, affinché fosse possibile disporre delle medesime metodologie di interrogazione di OPAC consultabili su scala mondiale.  
La Kasparova suggerì di convocare una Conferenza internazionale addetta a tale revisione critica. L'IFLA Cataloguing Section raccolse la proposta, e di concerto con l'IFLA National Libraries Section e con la Deutsche Bibliothek di Francoforte programmò una serie di incontri, tenutisi nei vari continenti tra il 2003 e il 2007: il primo a Francoforte (2003), i successivi a Buenos Aires (2004), al Cairo (2005), a Seul (2006) e a Durban (2007). Questa serie di incontri, che ebbero luogo sotto il titolo di IME ICC (IFLA Meeting of Experts on International Cataloguing Code), più un ultimo, in forma ristretta, a Québec (2008), dettero come risultato lo Statement of International Cataloguing Principles, o ICP, del 2009. Tale documento è disponibile sul sito dell'IFLA, e con esso anche la traduzione italiana a cura dell'ICCU (2010). 
La comunità bibliotecaria riscontrò tuttavia questioni teoriche non risolte ancora nella versione del 2009. Il documento è stato quindi ridiscusso, e la versione definitiva data al 2016: in esso si dà attenzione alle nuove categorie di utenti emerse a contatto con l'ambiente digitale, alla tematica dell'open access, all'interoperabilità e all'accessibilità dei dati, e alle caratteristiche dei discovery tools. Alcune scelte terminologiche implicite, ma non sufficientemente trattate, già nel documento del 2009 (ad es. la soppressione dei termini "registrazione bibliografica" e "registrazione d'autorità" a vantaggio di "dato bibliografico" e "dato d'autorità") sono giustificate in modo esplicito.